# York Hussars
Die York Hussars (dt.: York Husaren) waren ein aus Ausländern, vornehmlich Deutschen und Polen, rekrutiertes, aber von britischen Offizieren geführtes Regiment Leichter Kavallerie in der British Army während der Revolutionskriege (1792–1802). Benannt war das Regiment nach dem damaligen britischen Oberbefehlshaber (Commander-in-Chief), Frederick, Duke of York, dem zweiten Sohn des Königs Georg III., der auch die Offizierspatente des Regiments unterzeichnete.

## Geschichte
Die Anfänge des Regiments liegen in einem im Juni 1793 gemachten Angebot des polnischen Fürsten Jerzy Marcin Lubomirski (1738–1811) an die britische Regierung, mit Leuten aus seinen Besitzungen ein von London finanziertes, 1000 Mann starkes Regiment von Ulanen nach polnischem Vorbild aufzustellen. London akzeptierte Lubomirskis Vorschlag, aber der am 8. Juni 1793 geschlossene Vertrag sah nur noch ein auf 600 Mann reduziertes, aus acht Kompanien in vier Eskadronen bestehendes Regiment vor. Lubomirski, dem es vor allem auf seinen finanziellen Gewinn ankam, erfüllte jedoch die Vertragsbedingungen nicht. Am 4. April 1794 bot ein westfälischer Adliger namens von Wydenbrück dem Duke of York an, die bereits mobilisierten rund 400 Mann unter seinem Befehl in vier Kompanien Ulanen zu formieren und dazu weitere 400 Mann zu rekrutieren. Da auch er sich als der Aufgabe nicht gewachsen herausstellte, wurde Lieutenant Colonel A. H. Irwin (auch Irwine oder Irvine) am 13. Mai 1794 von Colonel Nesbitt, dem Inspekteur der ausländischen Truppen auf dem Kontinent, bevollmächtigt, diese Leute zu einem Regiment von Husaren zu formieren. Der Duke of York war gleichzeitig auch bis 1802 der letzte Fürstbischof des Hochstifts Osnabrück und somit Fürst des Heiligen Römischen Reichs und er erließ als solcher eine Ermächtigung zur Werbung weiterer Leute in Deutschland. Das Regiment erhielt die Bezeichnung „York Hussars“ und wurde 1795 offiziell in the britische Army eingegliedert.
Irwin, Kommandeur des Regiments, wurde im August 1794 zum Oberst befördert. Das Regiment, insgesamt 600 Mann in drei Eskadronen, nahm an der Schlacht bei Boxtel (14.–15. September 1794) teil, wo es drei Attacken ritt und lobenswert kämpfte, wo aber die britischen und alliierten Truppen zum weiteren Rückzug auf kurhannoversches Gebiet gezwungen wurden. Im Oktober 1795 wurde das Regiment nach England überführt und von dort im März 1796, während der Haitianischen Revolution, nach Saint-Domingue verschifft, das heutige Haiti, das man dem revolutionären Frankreich entreißen wollte. Dort war das Regiment ab Juni in Kämpfe verwickelt, verlor jedoch – wie das gesamte britische Invasionsheer – mehr Leute durch Gelbfieber und Malaria als durch feindliche Einwirkung. Im Dezember 1796 zählte es bereits weniger als 300 Mann, weniger als 240 im Juni 1797. Eine teilweise Auffrischung erfolgte durch die Eingliederung der verbliebenen Reste der ebenfalls durch krankheitsbedingten Tod dezimierten Rohan’s Hussars und Hompesch Hussars. Hinzu kamen dann Anfang 1798 rund 170 Mann Ersatz aus England.
Im August 1798 wurde das Regiment im Zuge des britischen Rückzugs aus Haiti nach Jamaika evakuiert. Von dort wurden seine Reste im Oktober 1799 zurück nach England verschifft. Bis Juni 1802 lag es in Weymouth. Dort wurden die verbliebenen Reste, mehrheitlich wohl Invaliden, der Hompesch und Rohan Hussars, die kurzzeitig als „Guernsey Hussars“ auf Guernsey stationiert worden waren, sowie etwa 130 Mann der „Holländischen Emigranten Brigade“ von 1799, einvernahmt, womit das Regiment im Juni 1800 eine Stärke von etwa 400 Mann erreichte, im Juni 1801 dann nahezu 450 Mann. Dann verlegte es nach West Cowes auf der Isle of Wight, wo es am 24. Juli 1802 aufgelöst wurde. Die verbliebenen 331 Mann hatten die Wahl, entweder in ein anderes britisches Regiment einzutreten oder ihren Abschied zu nehmen und nach Deutschland gebracht zu werden; mehr als zwei Drittel optierten für ihre Heimkehr. Die „York Hussars“ waren das einzige ausländische Kavallerie-Regiment der British Army, das bis zum und noch nach dem Frieden von Amiens (März 1802) bestand.